# Kloster Frauenchiemsee

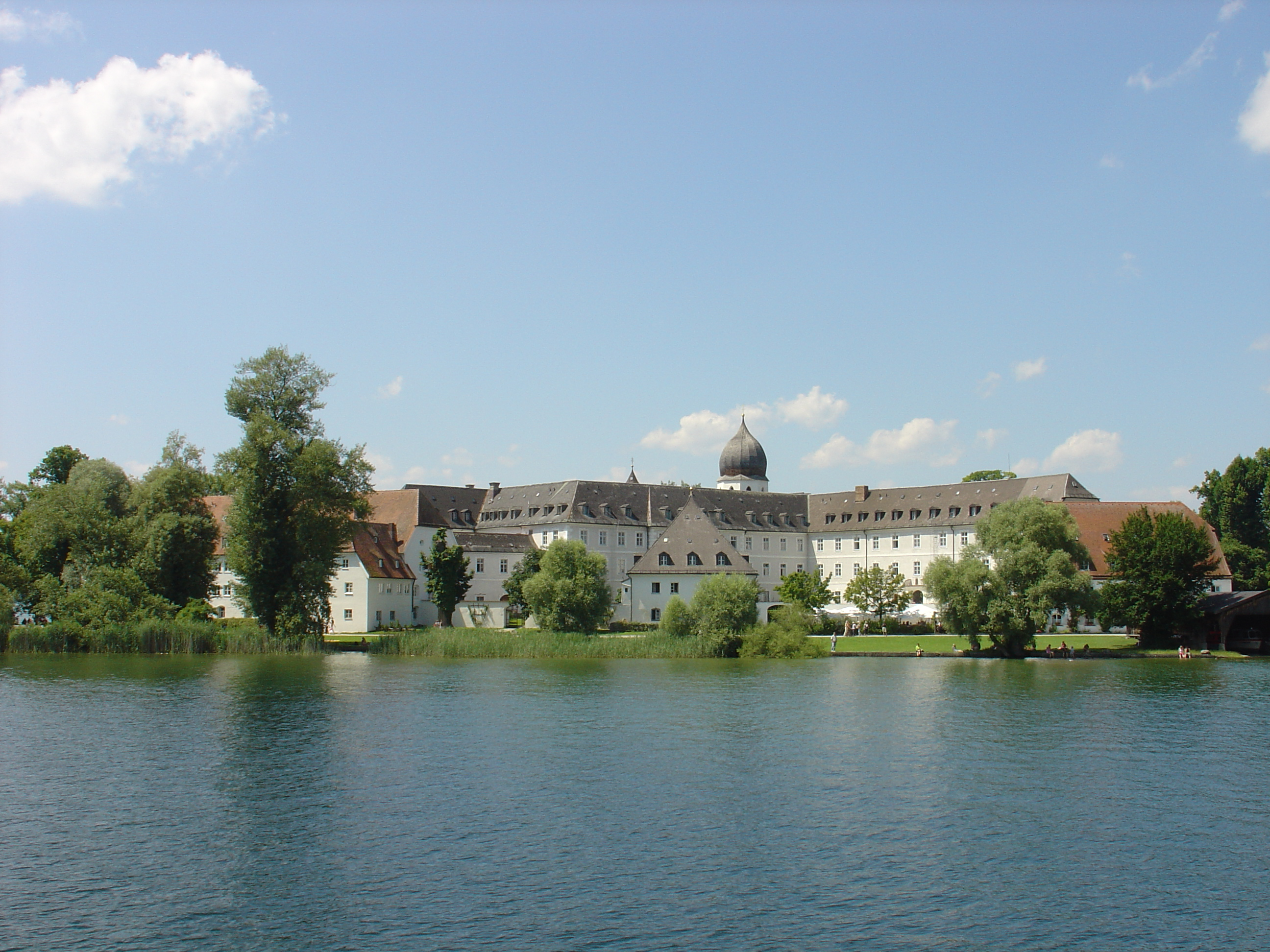
Blick auf das Kloster Frauenchiemsee

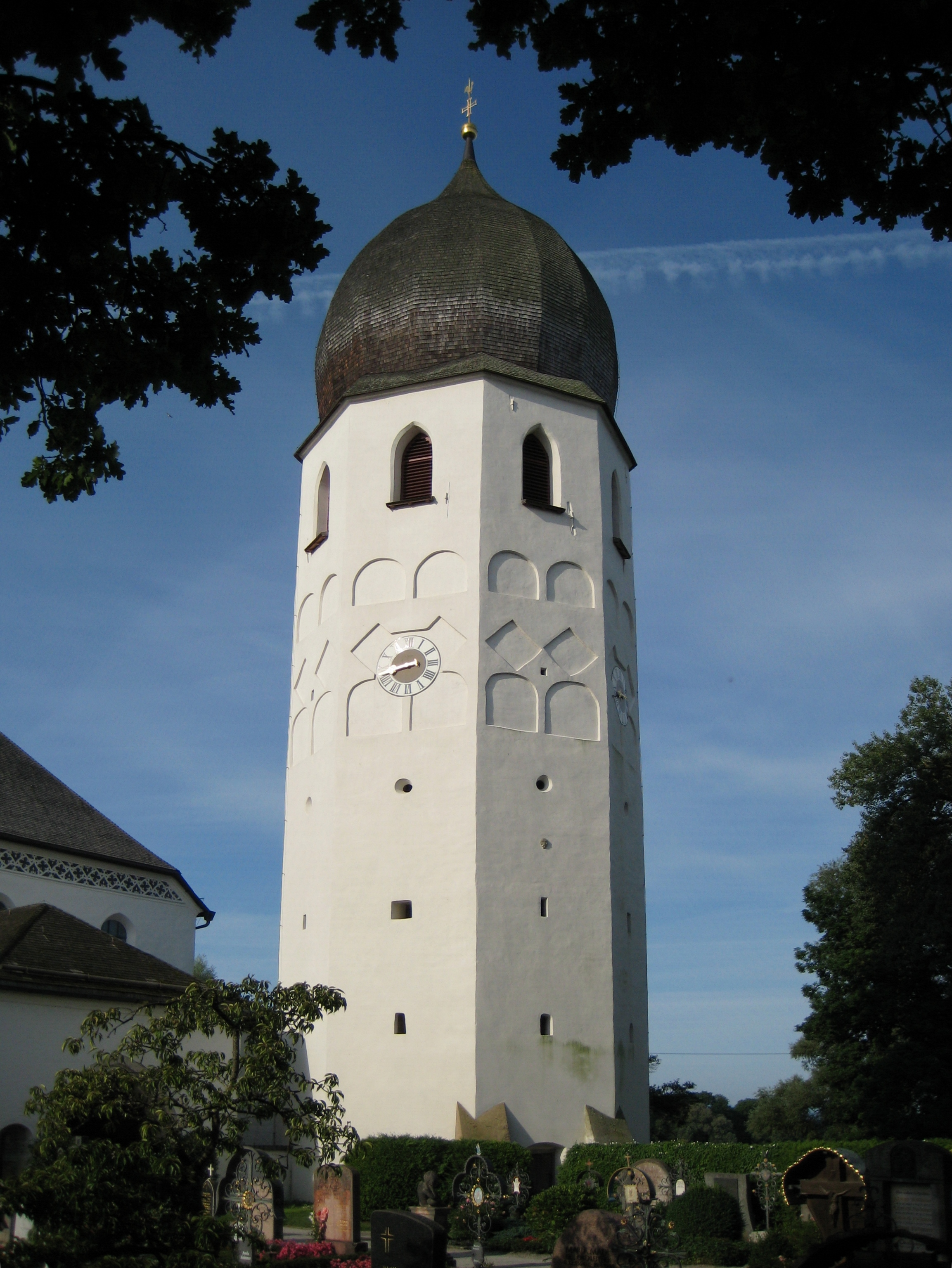
Glockenturm der Klosterkirche

Das Kloster Frauenchiemsee  (auch Frauenwörth genannt) ist eine Abtei der Benediktinerinnen auf der Fraueninsel im Chiemsee in Bayern, die im Erzbistum München und Freising liegt.

## Geschichte
Das Kloster wurde der örtlichen Überlieferung zufolge von Herzog Tassilo III. und Liutberga von Bayern gegründet und am 1. September 782 zusammen mit der Klosterkirche geweiht. Dieses Gründungsdatum wurde in der Forschung lange als falsch und zu früh betrachtet, inzwischen gilt es nach historischen und archäologischen Untersuchungen wieder als korrekt. Einige Elemente der ursprünglichen Ausstattung sind noch erhalten und zeigen sowohl die reiche Ausstattung des Klosters durch seinen Gründer als auch deutliche Einflüsse durch die Kunst Italiens und des Mittelmeerraums, die vermutlich durch Tassilos Frau Liutberga vermittelt worden waren.
Die frühen Erwähnungen eines Chiemseeklosters in den mittelalterlichen Quellen spezifizieren meist nicht, ob Frauenchiemsee oder das Kloster Herrenchiemsee gemeint ist. Nach der Absetzung Tassilos im Jahr 788 wurde Frauenchiemsee wohl in ein karolingisches Reichskloster umgewandelt. König Ludwig der Deutsche, der seit 826 auch Bayern regierte, setzte um 857 seine Tochter Irmingard als Äbtissin ein. Im frühen 10. Jahrhundert wurden die Klostergebäude durch einen Brand zerstört, was der internen Tradition des Konvents zufolge bei einem Überfall der Ungarn im Jahr 907 geschah. Im 11. Jahrhundert wurde die Klosterkirche in dreischiffiger Form neu errichtet und ist in diesem Zustand weitgehend bis heute erhalten; ungefähr zur gleichen Zeit sind auch die restlichen Klostergebäude neu errichtet worden. Zur Finanzierung wurde wohl die Wallfahrt zum Grab der mittlerweile als Selige verehrten Äbtissin Irmingard gefördert. 1062 wurde Frauenchiemsee dem Erzbistum Salzburg übertragen und verlor damit den Status als Reichskloster; 1077 wurde diese Maßnahme jedoch rückgängig gemacht. Im Jahr 1201 gelangte das Kloster wieder an Salzburg. 1254 erlangten die bayerischen Herzöge die Vogtei über Frauenwörth. Als Rest der alten Reichsunmittelbarkeit behielt die Abtei bis zur Säkularisation von 1803 die Bezeichnung „Königliches Stift“.

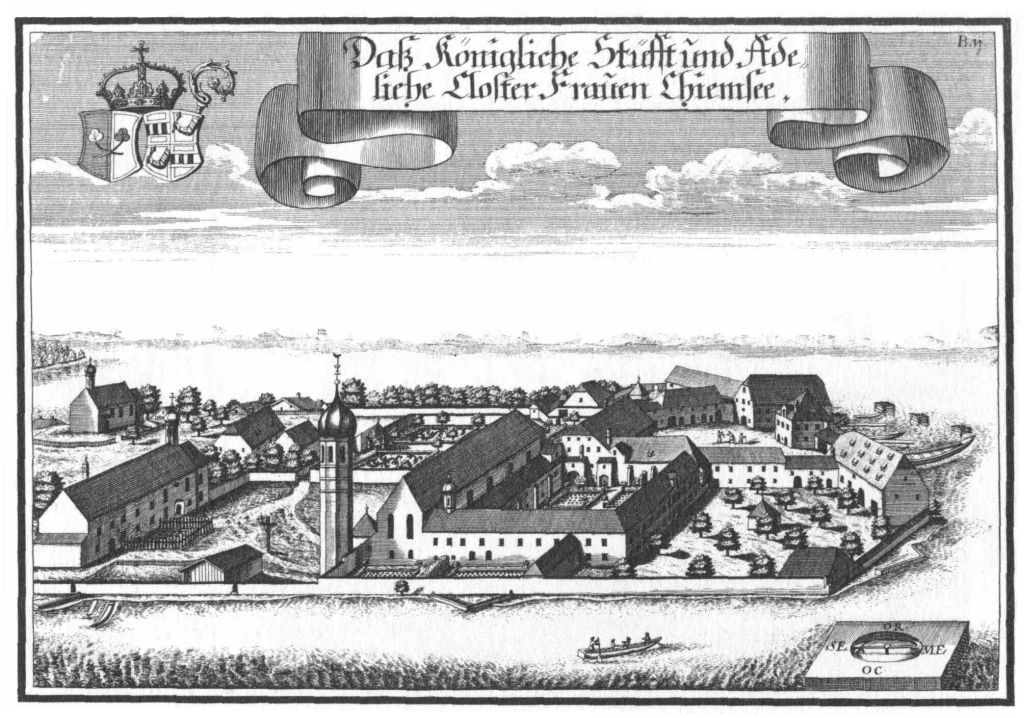
Kloster Frauenchiemsee nach einem Kupferstich von Michael Wening von (1721)

Um 1300 kam es zu einem auch archäologisch fassbaren schweren Brand, der erhebliche Renovierungen nötig machte; weitere Brandereignisse sind in schriftlichen Quellen für die Jahre 1491 und 1572 bezeugt. Die Wirren der Reformation überstand das Kloster unter den Administratorinnen Benigna Preiß (1565–1569) und Margareta Leitgeb (1569–1575). Während des Dreißigjährigen Krieges war das Kloster unter Äbtissin Maria Magdalena Haidenbucher (1609–1650) eine Zufluchtsstätte für andere Frauenkonvente in Bayern, die vom Krieg heimgesucht wurden. Ein völliger Neubau der Klostergebäude erfolgte unter Äbtissin Irmengard II. von Scharfstedt zwischen 1721 und 1730. Lediglich die Kirche und die karolingische Torhalle blieben erhalten.
Im Zuge der Säkularisation in Bayern wurde das Kloster 1803 aufgelöst, jedoch unter Fortbestand des alten Konvents. Da sich für die Klostergebäude kein Käufer fand, durften die Nonnen bleiben. 1836 wurde das Kloster durch König Ludwig I. von Bayern wiedererrichtet mit der Auflage, dass die Benediktinerinnen Schulen eröffneten. Seit 1837 widmeten sie sich der Mädchenerziehung unter anderem im Irmengard-Gymnasium mit Internat (bis 1982) und (ab 1983) in der Irmengard-Berufsfachschule (vormals Vorseminar für soziale Frauenberufe), die sie bis 1995 betrieben. Das Kloster ist heute ein wichtiges Bildungszentrum in der Region.
Die karolingische Torhalle des Klosters diente nach der Aufhebung des Klosters einige Zeit als Schule für die Inselbewohner, in der zweiten Hälfte des 19. Jahrhunderts dann als Atelier der Chiemseemaler. Erst im Jahr 1961 wurde die Torhalle als ein Gebäude aus karolingischer Zeit erkannt und restauriert.

## Bauten

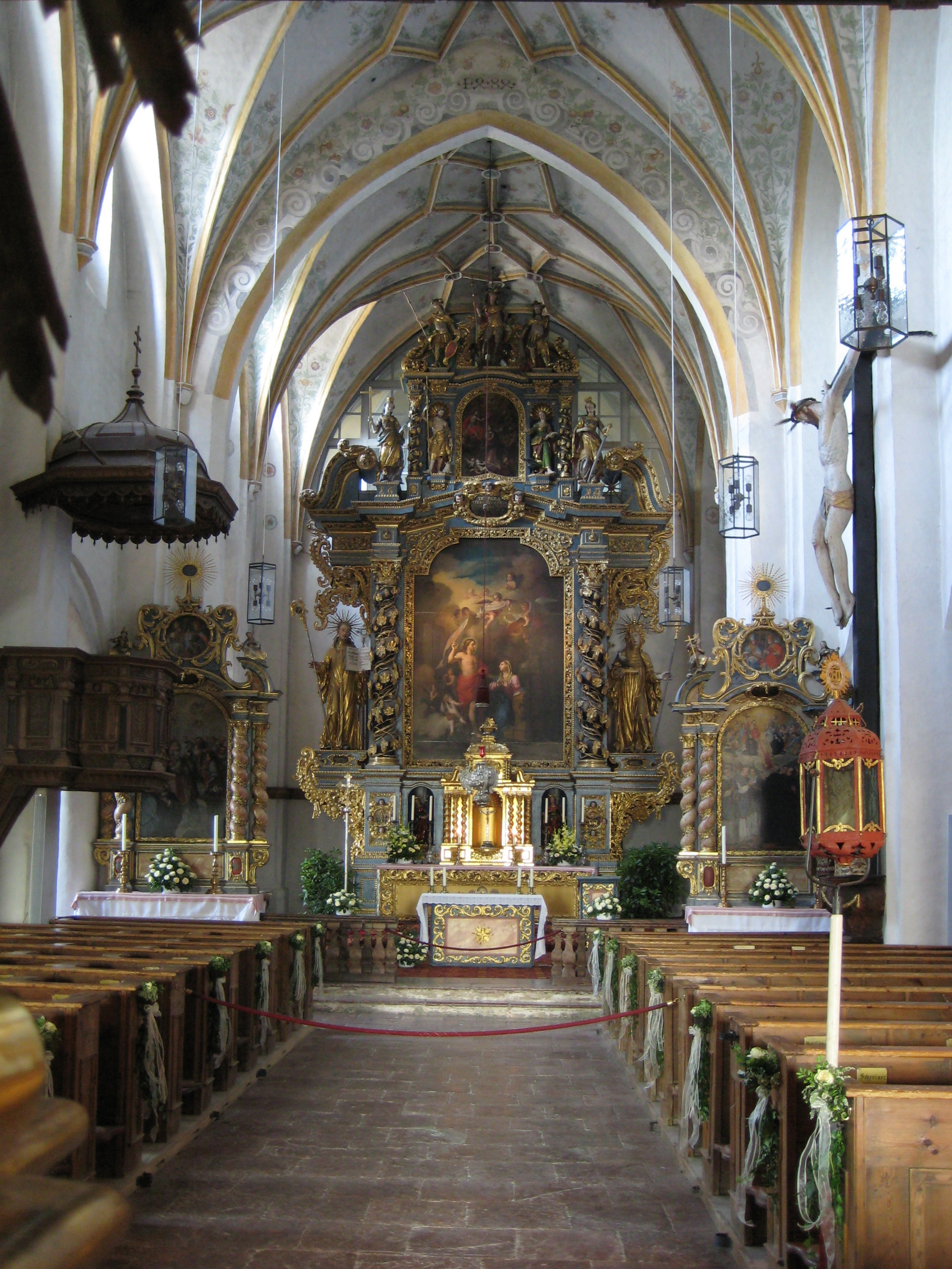
Innenraum der Klosterkirche

Die Kirche Mariä Opferung ist romanischen Ursprungs (11. Jahrhundert) und wurde auf den Fundamenten eines einschiffigen Vorgängerbaus der Karolingerzeit errichtet. Die Gewölbe der Kirche stammen aus gotischer, die Altarausstattung aus barocker Zeit. Das Netzrippengewölbe des Innenraums wurde 1468 bis 1476 eingezogen. 1688 bis 1702 wurde die Kirche mit heute noch erhaltenen Altarretabeln ausgestattet. 1954 entdeckte man romanische Fresken an den Sanktuariumshochwänden. Der nordwestlich vor der Kirche frei stehende Glockenturm, ein Wahrzeichen des Chiemgaus, stammt im Ursprung wohl aus dem 12. Jahrhundert.
Die erhalten gebliebene karolingische Vorhalle war schon Bestandteil der alten Klosteranlage unter Tassilo. In ihrem Obergeschoss befindet sich ein repräsentativer Raum, der ursprünglich mit einem kostbaren, aus dem Mittelmeerraum importierten Steinfußboden ausgekleidet war und als Repräsentationsbau des Klosterstifters diente. Die Anlage könnte beispielsweise zur Rechtsprechung durch den bayerischen Herzog oder eines seiner Vertreter errichtet worden sein. An diesen Raum angeschlossen war ein kleinerer Nebenraum, in dem sich eine Kapelle befand. Dort wurden im Jahr 1928 unter später angebrachtem Wandputz fünf unvollständig erhaltene Wandmalereien von Erzengeln gefunden, deren Anfertigung in die Gründungszeit des Klosters datiert wird und deren Künstler Anregungen aus der byzantinischen Kunst erhalten hatte. Die Malereien wurden nie völlig fertiggestellt, wohl weil Tassilo wenige Jahre nach Gründung des Klosters abgesetzt wurde und sich anschließend kein Finanzier für die Fertigstellung fand. Wohl ab dem Hochmittelalter war das Obergeschoss eine Kapelle des heiligen Michael und erfuhr bis in die Neuzeit diverse Renovierungen und Umbauten. Diese wurden bei der baugeschichtlichen Erforschung des Gebäudes 1963 wieder rückgängig gemacht und eine Dauerausstellung der Archäologischen Staatssammlung eingerichtet. Das Erdgeschoss der Torhalle beherbergte neben der im Zentrum gelegenen Durchfahrt ins Kloster ab dem 11. Jahrhundert im Ostraum eine Kapelle des heiligen Nikolaus von Myra.

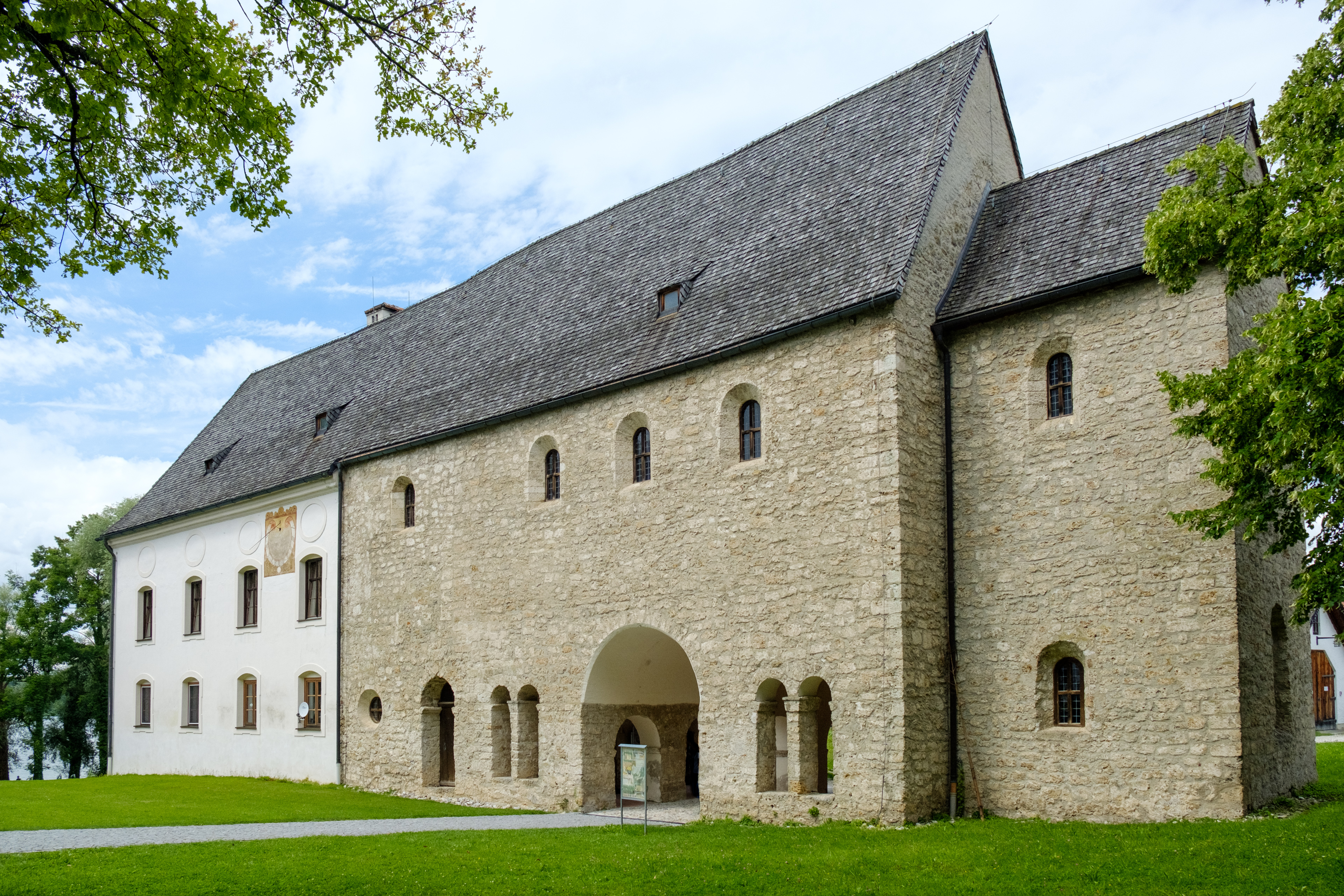
Karolingische Torhalle
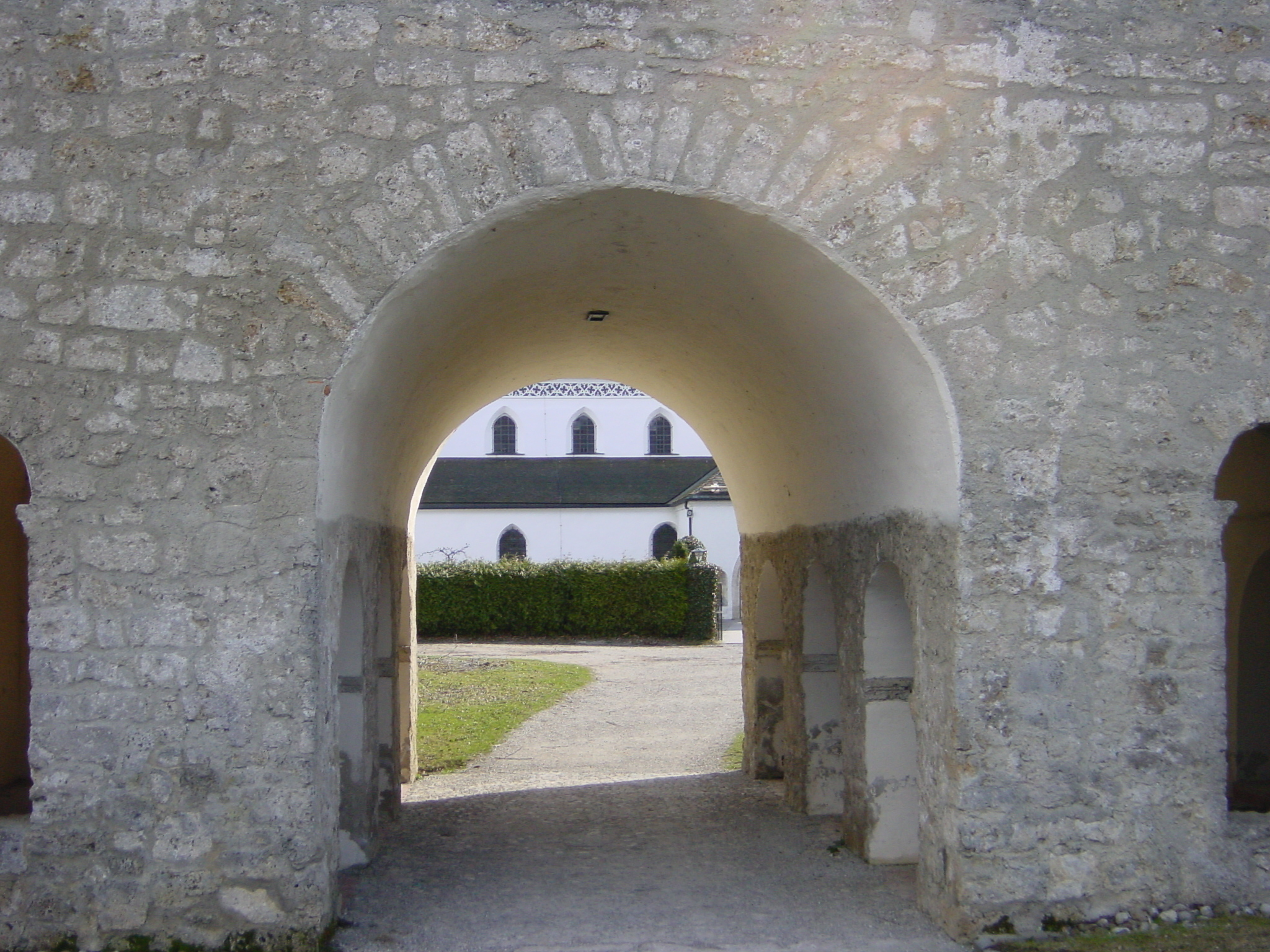
Durchgang der Torhalle
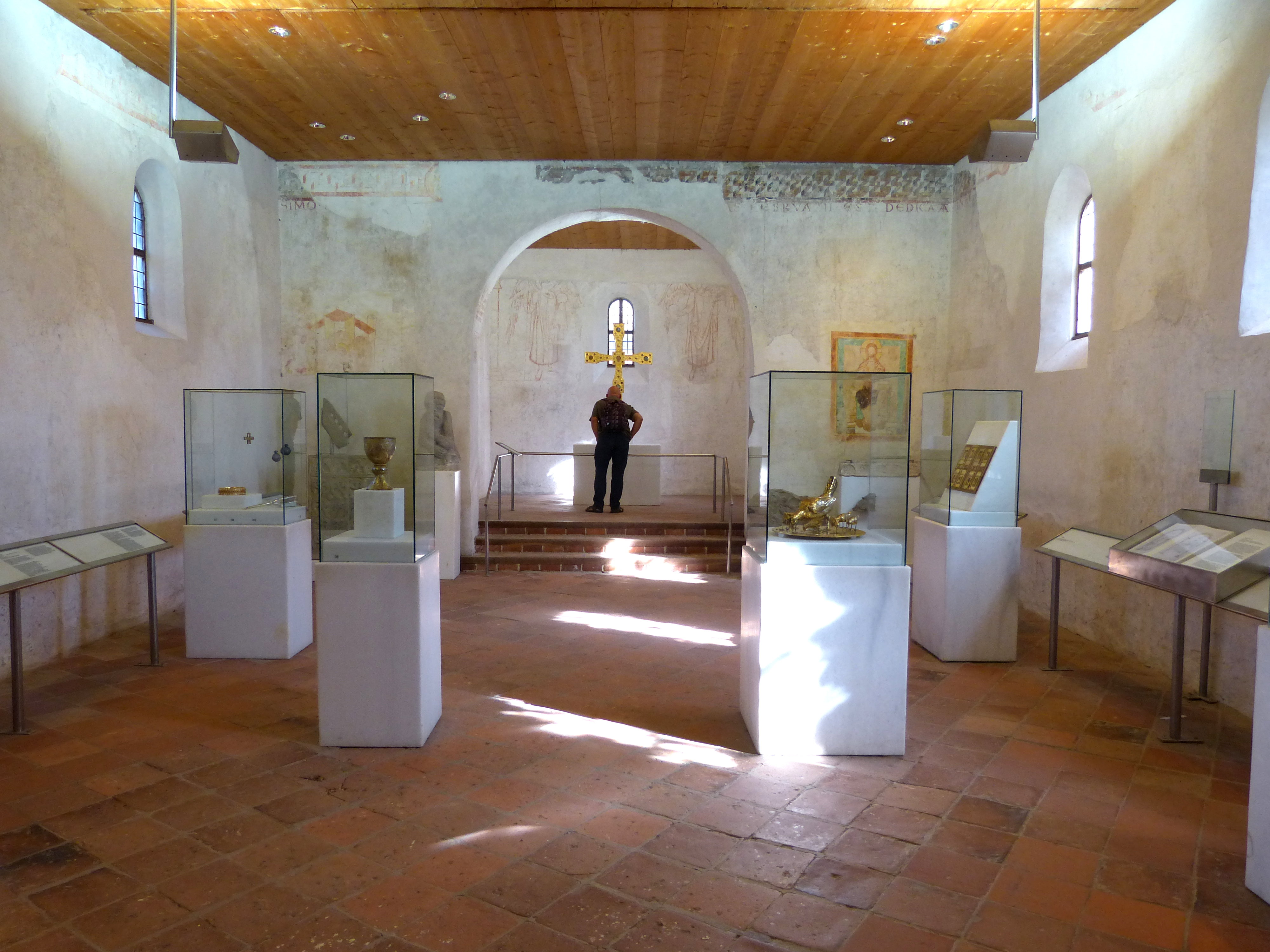
Obergeschoss der Torhalle im heutigen Zustand
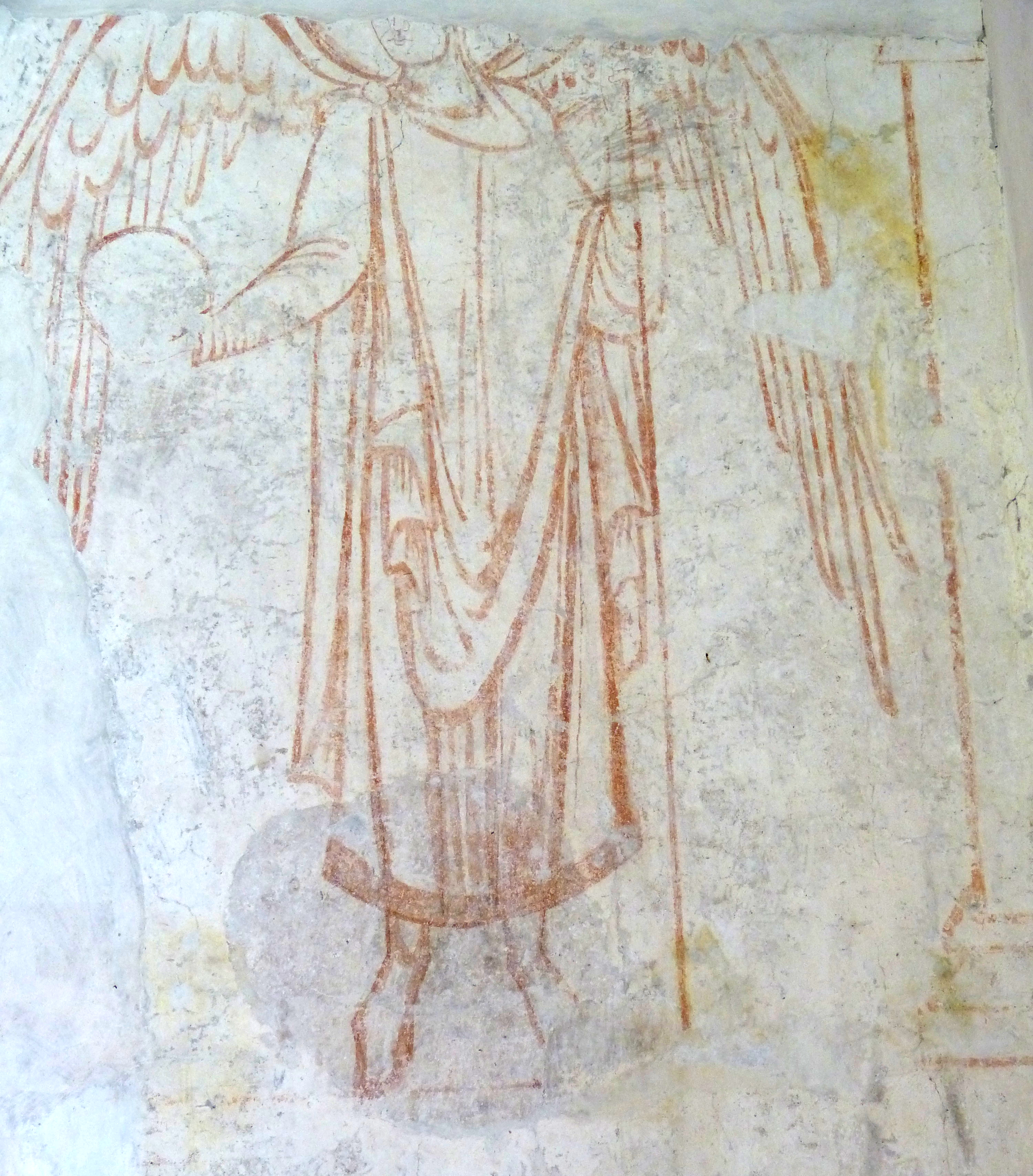
Wandmalerei eines Erzengels aus dem Obergeschoss der Torhalle

Bei den Konventsgebäuden sind heute ausschließlich die Neubauten des 18. Jahrhunderts sichtbar; über die Lage und ungefähre Gestalt der älteren Anlagen ließen sich aber durch Ausgrabungen Aufschlüsse gewinnen. Sie befanden sich ursprünglich auf der Nordseite des Münsters, an der Stelle des heutigen Friedhofs, und wurden wohl im 11. Jahrhundert auf die Südseite an ihre heutige Position verlegt.